# Тьєррі Ре
Тьєррі Ре (фр. Thierry Rey; нар. 1 червня 1959) — французький дзюдоїст, олімпійський чемпіон 1980 року, чемпіон світу.

## Виступи на Олімпіадах
| Олімпіада   | Дисципліна | Місце |
| ----------- | ---------- | ----- |
| Москва 1980 | до 60 кг   | 1     |